# Christopher O’Sullivan

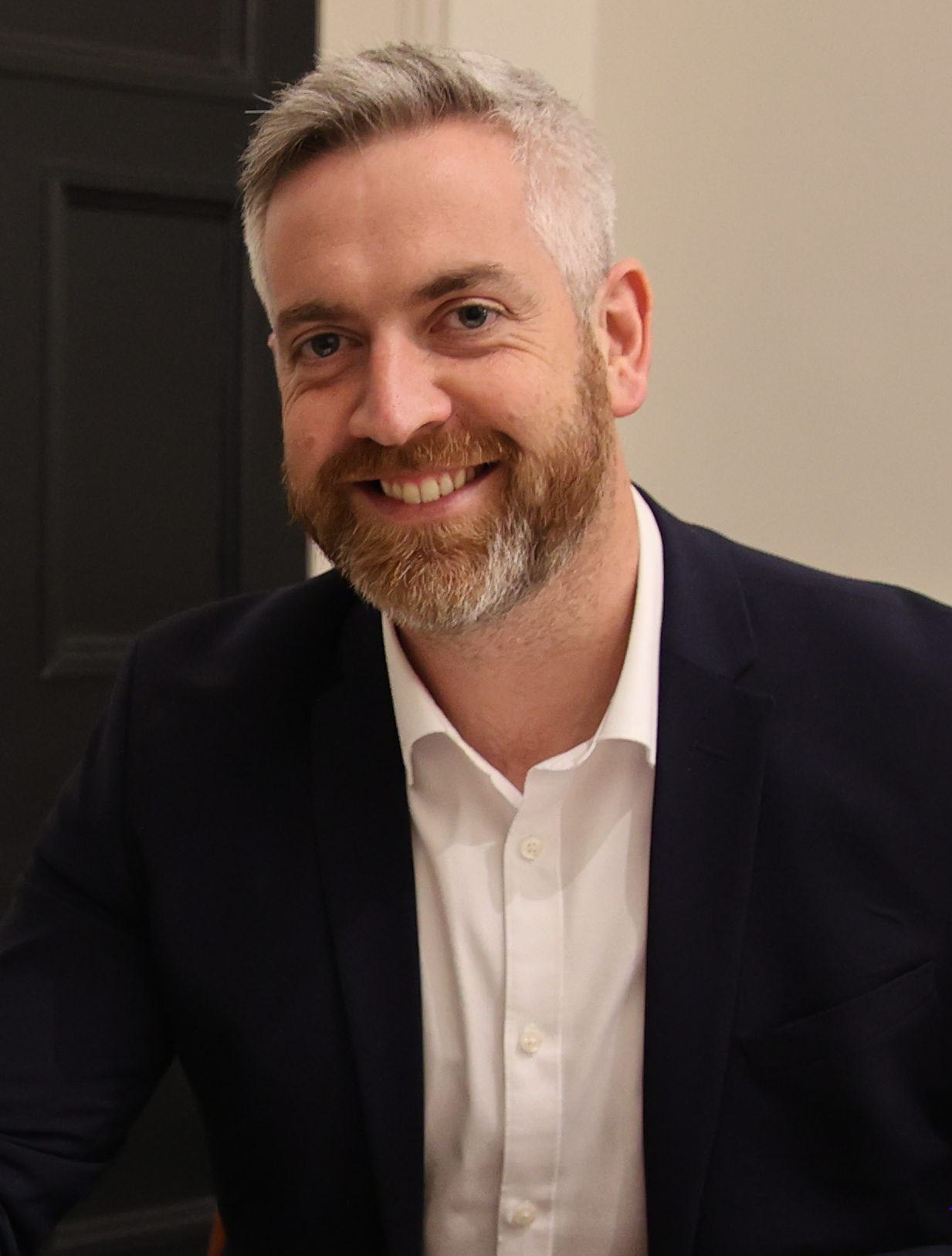
Christopher O’Sullivan

Christopher O’Sullivan (* 2. Juni 1982 in Cork) ist ein irischer Politiker der Fianna Fáil (FF) und Abgeordneter (Teachta Dála) im Dáil Éireann, dem irischen Unterhaus.

## Lebenslauf
Christopher O’Sullivan studierte Rechtswissenschaften an der University of Limerick. Er folgte 2007 seinem Vater, der für die Zeit von 2007 bis 2011 in den Dáil Éireann gewählt wurde, in den Cork County Council. Bei den Wahlen zum Cork County Council war er 2009, 2014 und 2019 erfolgreich. Von 2019 bis 2020 war er Ratsvorsitzender des Councils. 
Bei den Wahlen zum Dáil Éireann 2020 trat er im Wahlkreis Cork South-West an und wurde wie auch 2024 gewählt. In der Regierung Martin II wurde er ab Januar 2025 zum Staatsminister für das Natur- und Kulturerbe sowie für die Biodiversität ernannt.

## Familie
Sein Vater, Christy O’Sullivan, war von 2007 bis 2011 für die Fianna Fáil Teachta Dála. Christopher O’Sullivan war mit Holly Cairns bis 2020 liiert. Die Partnerschaft endete, als die Presse 2020 auf ihre unterschiedlichen politischen Ansichten abstellte und die Beziehung daran zerbrach.